# Fyren (tidskrift)
Fyren var en svenskspråkig finländsk satirisk tidskrift.
Fyren grundades 1898 och utkom fram till 1922, med Rafael Lindqvist som redaktör från 1904. Ersättaren, Blinkfyren, utkom 1924–39, också med Rafael Lindqvist som redaktör.
Fyren riktade sig mot det som ifrågasatte den rådande ordningen i Finland under 1900-talets två första decennier. Medarbetare var, förutom poeten och redaktören Rafael Lindqvist, bland andra tecknarna Alexander Federley, Emil Cedercreutz, Signe Hammarsten-Jansson, Antti Favén och Bernhard Castrén. Tidskriften riktade sig mot bolsjevismen och mot demokrati, var antisemitisk och var motståndare mot den äktfinska rörelsen. 